# فرودگاه آرتور (باند والتر)
فرودگاه آرتور (باند والتر) (به انگلیسی: Arthur (Walter's Field) Aerodrome) یک فرودگاه خصوصی است که یک باند فرود چمن دارد و طول باند آن ۵۳۳ متر است. این فرودگاه در کشور کانادا قرار دارد و در ارتفاع ۴۷۲ متری از سطح دریا واقع شده‌است.